# Jennersdorf
Jennersdorf (en hongarès Gyanafalva i en eslovè Ženavci) és una ciutat austríaca situada al sud-est del país, en l'estat de Burgenland. És la capital del districte homònim. El 2021 la ciutat tenia 4.121 habitants. El riu Raba, afluent del Danubi, travessa el municipi.

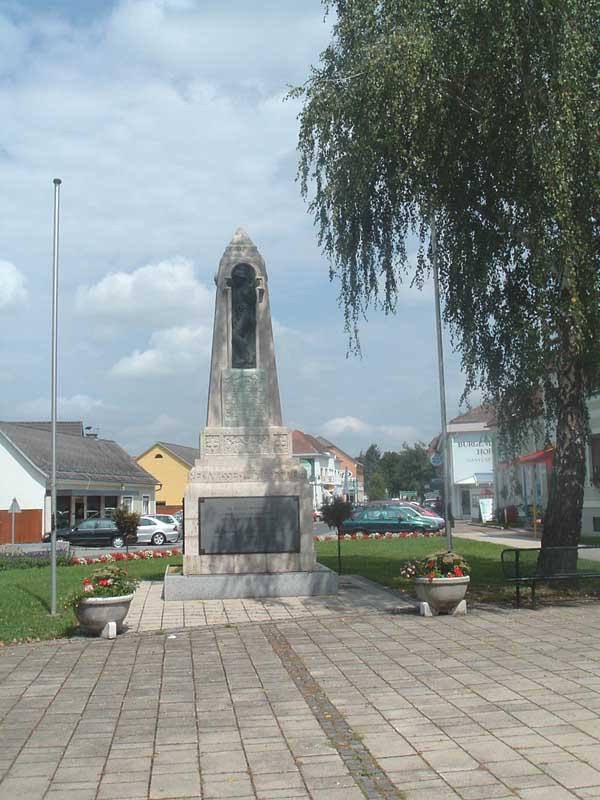
Monument en record de la Segona Guerra Mundial en Jennesdorf.